# فرانك سنكلير
فرانك سنكلير (بالإنجليزية: Frank Sinclair) مواليد 3 ديسمبر 1971 في لندن، إنجلترا، هو لاعب كرة قدم إنجليزي. يلعب كمدافع. سبق له أن لعب في كأس العالم لكرة القدم مع منتخب بلاده.

## مرحلة الشباب

### أندية لعب لها
- تشيلسي

## المسيرة الاحترافية

### أندية لعب لها
- تشيلسي
- ليستر سيتي
- نادي بيرنلي
- هدرسفيلد تاون

## وصلات خارجية
- الموقع%20الرسمي

## روابط خارجية
- فرانك سنكلير على موقع ميوزك برينز (الإنجليزية)

- فرانك سنكلير على موقع قاعدة بيانات كرة القدم.إي يو (الإنجليزية)
- فرانك سنكلير على موقع ناشيونال فوتبول تيمز (الإنجليزية)
- فرانك سنكلير على موقع Soccerbase.com (لاعب) (الإنجليزية)
- فرانك سنكلير على موقع Soccerbase.com (مدرب) (الإنجليزية)
- فرانك سنكلير على موقع Soccerway.com (الإنجليزية)
- فرانك سنكلير على موقع عالم كرة القدم.نت (الإنجليزية)